# Philippe Rommens
Philippe Rommens (1997. augusztus 20. –) belga labdarúgó, a Ferencváros középpályása.

## Pályafutása

### Klubcsapatokban
Ifjúsági játékosként a Ranst, a Lierse és a holland PSV Eindhoven klubokban szerepelt. 2014. szeptember 19-én a PSV tartalékcsapatában a Sparta Rotterdam elleni mérkőzésen debütált a holland másodosztályban. 2018 nyarán Rommens a TOP Osshoz igazolt. Augusztus 17-én az MVV Maastrichttal találkoztak, ekkor mutatkozott be az új csapatában. 2019. március 29-én az AZ Alkmartal játszottak, megszerezte első gólját a TOP Ossban.
2021 nyarán a Go Ahead Eagles együtteséhez került. Augusztus 13-án a Heerenveen elleni mérkőzésen játszott először a holland első osztályban. 2022. február 27-én az Ajax Amsterdam elleni mérkőzésen megszerezte első gólját a Go Ahead Eagles színeiben.
2024. július 11-én a Ferencvároshoz igazolt.

## Sikerei, díjai

### Klubcsapatokban
Ferencváros
- Magyar bajnok (1): 2024–25[10]
- Magyar kupa ezüstérmes (1): 2025